# Bârsești
Bârsești è un comune della Romania di 1 610 abitanti, ubicato nel distretto di Vrancea, nella regione storica della Moldavia. 
Il comune è formato dall'unione di 2 villaggi: Bârsești e Topești.
Nel 2004 si è staccato da Bârsești il villaggio di Negrilești, andato a formare un comune autonomo.